# Julius Momsen
Jacob Julius Momsen (* 9. Januar 1866 in Marienhof im Kirchspiel Emmelsbüll; † 13. April 1940 in Deezbüll) war ein deutscher Landwirt und Politiker.

## Leben
Julius Momsen war ein Sohn von Jacob Emil Momsen (* 30. November 1832 in Toftum bei Emmelsbüll; † 25. April 1906 in Marienhof) und dessen Ehefrau Marie Mathilde, geborene Jessen (* 6. März 1833 in Saidt; † 8. März 1916 in Marienhof). Beide Eltern kamen aus alteingesessenen nordfriesischen Bauerngeschlechtern. Die Vorfahren väterlicherseits waren, wie jene von Hans Momsen, während des 19. Jahrhunderts von Fahretoft über Toftum nach Marienhof gezogen.
Momsen war der einzige Sohn der Familie. Daher war seit Jugendzeiten klar, dass er den väterlichen Hof erben würde. Eine akademische Laufbahn, die ihm ggf. besser gelegen und ihn interessiert hätte, blieb ihm somit verwehrt. Am 30. September 1890 heiratete Momsen Meta Sophie Jessen (* 23. April 1864 in Osterhof; † 22. April 1929 in Deezbüll), mit der er vier Söhne und vier Töchter hatte. Mit der Heirat übernahm er den Hof des Vaters. 1920 übertrug er diesen an seinen zweitältesten Sohn und ließ sich in Deezbüll nieder.

## Wirken als Politiker
Momsen engagierte sich in der Politik und in landwirtschaftlichen Verbänden. 1887 gründete er als 21-Jähriger gemeinsam mit älteren Bauern den Landwirtschaftlichen Verein für die Wiedingharde. Er übernahm die Ämter des Schriftführers und 1891 des Vorsitzenden. Von 1900 bis 1920 engagierte er sich als Vorsitzender des Landwirtschaftlichen Kreisverein für den Kreis Tondern. Von 1900 bis 1931 gehörte er der Landwirtschaftskammer für die Provinz Schleswig-Holstein an und saß von 1921 bis 1927 auch in dessen Vorstand.
1906 trat Momsen in die Schleswig-Holsteinische Landschaft ein und wirkte als deren Distriktskommissar. Für die Landschaft nahm er ungefähr 250 Taxen auf. In späteren Jahren arbeitete er im vorbereitenden Ausschuss und der Direktion mit. Bei seinem Abschied 1933 war er Generallandschaftsrat.
Von 1917 bis 1933 vertrat Momsen zunächst den Kreis Tondern, ab 1920 den Kreis Südtondern als Deputierter im Kreis und Kreisausschuss und erwarb dabei große Verdienste. Von 1909 bis 1933 hatte er einen Sitz im Provinziallandtag. Von 1915 bis 1921 arbeitete er im Provinzialausschuss mit. 
Als Politiker vertrat Momsen immer liberale Positionen und lehnte nationalsozialistische Politik konsequent ab. Als Mitglied der DVP kandidierte er 1920 für den Reichstag. Während der Volksabstimmung über die Gebietszugehörigkeit der nördlichen und mittleren Teile Schleswigs 1919/20 machte er besonders auf sich aufmerksam: er schrieb Artikel für Zeitungen und sprach auf Versammlungen in Deutschland und Dänemark. Dabei vertrat er konsequent deutsche Anliegen.
Nach der Machtergreifung durch Nationalsozialisten 1933 beendete Momsen alle öffentlichen Aktivitäten.

## Werke als Heimatforscher und Sprachpfleger
Momsen setzte sich für die nordfriesische Sprache und Forschungen zur Geschichte der Region ein. 1902 gründete er den „Nordfriesischen Verein für Heimatkunde und Heimatliebe“ mit und übernahm von 1922 bis 1927 dessen Vorsitz. Von 1922 bis 1933 leitete er auch den „Friesischen Verein für Niebüll-Deezbüll und Umgegend“.
Momsen war Gewährsmann für die Mundart der Wiedingharde. In den 1930er Jahren nahm er an vorbereitenden Arbeiten für ein in Planung befindliches Nordfriesisches Wörterbuch teil. Er hatte eine kleine Bibliothek, die bei Lebensende rund 250 Bücher zur Geschichte Schleswig-Holsteins und Nordfrieslands umfasste. Hinzu kamen 25 Bücher auf Nordfriesische und weitere 25 eigene Arbeiten über das Themengebiet.